# 1034
Cette page concerne l'année 1034  du calendrier julien.
L'année 1034 est une année commune qui commence un mardi.

## Événements
- 25 mars : l'évêque Herbert de Lisieux dédicace pour l'archevêque de Rouen une chapelle construite par Herluin à Bonneville, à l'origine de l'abbaye Notre-Dame du Bec[1].

- 11 avril, Empire byzantin : Romain III, incapable de défendre l’empire face aux musulmans est assassiné dans son bain sur ordre de sa femme Zoé Porphyrogénète le jour du jeudi saint[2]. Zoé élève à l’empire son amant Michel le Paphlagonien et l’épouse (fin de règne en 1041). Celui-ci, épileptique et incapable, laisse le pouvoir à son frère l’eunuque Jean l'Orphanotrophe qui dépouille la noblesse militaire pour enrichir sa famille. L’empereur se consacre à la religion. Zoé, délaissée, tente vainement de faire assassiner l’eunuque Jean[3].

- 10 mai[4] : crise monarchique en Pologne à la mort de Mieszko II. Les grands, désireux de poursuivre les conquêtes, se soulèvent. Dans le même temps, une révolte païenne des paysans éclate. Le royaume de Pologne se disloque. Interrègne : Casimir, fils de Mieszko II, doit se réfugier en Allemagne avec sa mère, la régente Rycheza de Lorraine (fin en 1039). Un ancien échanson de la cour, Miecław, constitue le territoire autonome de Mazovie, au nord, et du pays autour de Płock, tandis que le roi de Bohême Bretislav Ier ravage la Grande Pologne, transplantant nombre de ses habitants dans son pays[5]. Les régions côtières de la Poméranie de Szczecin et de Gdańsk font sécession, retournent au paganisme et détruisent l’évêché de Kołobrzeg.

- 1er août, succession de Bourgogne : le royaume de Bourgogne est réuni à l'Empire romain germanique après la défaite d'Eudes II de Blois[6].
- 3 août, Empire byzantin : le patrice Constantin Dalassène, dénoncé par le gouverneur Nicétas comme le principal instigateur des troubles survenus à Antioche, est déporté dans l’île de Plati[3].

- 9 novembre : début du règne de Bretislav Ier, duc de Bohême (fin en 1055)[7].
- 25 novembre[8] : début du règne de Duncan Ier, roi d’Écosse (fin en 1040). Le roi d’Écosse (Alba) Malcolm II désigne son petit-fils Duncan pour successeur, rompant avec la tradition picte où le pouvoir se transmettait par les femmes[9].

- Raid de Pise contre Bône[10].
- La ville de Paris est partiellement détruite par un incendie[11].
- Fondation de l'abbaye de Pontlevoy par le chevalier Geluin